# (5249) Gizeh
(5249) Gizeh, désignation internationale (5249) Giza, est un astéroïde de la ceinture principale.

## Description
(5249) Gizeh est un astéroïde de la ceinture principale. Il fut découvert par Norman G. Thomas le 18 avril 1983 à la station Anderson Mesa de Flagstaff. Il présente une orbite caractérisée par un demi-grand axe de 3,168 UA, une excentricité de 0,1439 et une inclinaison de 2,1672° par rapport à l'écliptique.
Il fut nommé en hommage à la ville égyptienne de Gizeh.

## Compléments